# Sarakreek
Sarakreek ist ein Ressort im Distrikt Brokopondo, in der Republik Suriname. Das Ressort hat 3076 Einwohner. 
Er ist einer von sechs Ressorts im Distrikt Brokopondo und ist flächenmäßig das mit Abstand größte. Ein Großteil des Ressorts besteht aus dem 1560 km² großen Brokopondo-Stausee. Dieser Stausee nimmt im Süden auch den Sarakreek auf. Bis zum Bau des Stausees mündete er bei dem ebenfalls im Stausee versunkenen Dorf Koffiekamp als rechter Nebenfluss in den Suriname. 